# Дома 1113 км
Дома́ 1113 км (рос. Дома 1113 км) — сільський населений пункт без офіційного статусу у складі Ярського району Удмуртії, Росія.

## Населення
Населення — 12 осіб (2010, 8 у 2002).
Національний склад станом на 2002 рік:
- удмурти — 75 %